# Лисковець Олександр Петрович
Олександр Петрович Лисковець (нар. 12 травня 1962, Дніпрпетровськ, УРСР) — радянський та український футболіст, півзахисник.

## Життєпис
Вихованець дніпропетровської СДЮШОР «Дніпро-75», перший тренер — Борис Подорожняк. Розпочинав кар'єру в дублі «Дніпра» й улан-удинському «Локомотиві». У 1983 році дебютував в українській зоні другої ліги чемпіонату СРСР у складі хмельницького «Поділля», а наступного року перейшов у черкаський «Дніпро». У 1985 році став гравцем кіровоградської «Зірки», яка стала першим клубом, де Лісковець затримався більш, ніж на рік. Проте, сезон 1986 року, догравав вже в «Кремені» і «Ворсклі», які виступали в змаганнях колективів фізкультури. У наступному сезоні, у складі «Ворскли» грав уже в другій лізі. У 1987 році був призваний в армію, під час служби виступав за київський СКА. Після демобілізації захищав кольори охтирського «Нафтовика», анапского «Спартака» й «Кривбасу».
Перший чемпіонат України розпочав у «Зірці». Протягом двох років, провів у складі команди понад 100 матчів, став бронзовим призером другої ліги. У 1994 покинув кіровоградський клуб й відправився в Китай, де став гравцем місцевого «Шанхай Пудун». Провівши близько півроку за межами України, в 1995 році повернувся на батьківщину, де виступав за ряд клубів Полтавської області: «Ворскла», «Вагонобудівник» і «Гірник-спорт». У 1996 році, погравши за «Схід» зі Славутича, знову перейшов у «Шанхай Пудун». Через півроку знову повернувся в Україну, у той же клуб зі Славутича. У 1997 році завершив професійну кар'єру в бедевлянському «Беркуті».
У 1992 році закінчив факультет фізвиховання Кіровоградського педінституту. По завершенні виступів грав за аматорські клуби, а пізніше — за ветеранські футбольні та футзальні команди з Дніпропетровська, Дніпродзержинська та Кривого Рогу. Працював дитячим тренером у дніпропетровських ДЮСШ «Дніпро-75» та «Інтер», а також викладав фізкультуру в Дніпропетровському індустріальному технікумі.

## Стиль гри
Міг успішно грати як в нападі, так і на флангах півзахисту. Володів відмінним гольовим чуттям, дриблінгом, швидкістю, здатністю обіграти захисника один в один і добре грав головою.

## Досягнення
- Чемпіонат УРСР серед КФК
  -  Чемпіон (1): 1986

- Друга ліга чемпіонату України
  -  Бронзовий призер (1): 1993/94